# Cratere Susanna
Susanna  è un cratere sulla superficie di Venere.